# Лійна Орлова
Лійна Орлова (цивільне ім'я Лійна Гермакюла; 13 вересня 1941, Челябінська область) — естонська актриса і театральний педагог.

## Життєпис
Закінчила Талліннську 2-гу середню школу в 1959 році та факультет театрального мистецтва Талліннської державної консерваторії (2 курс) в 1965 році.
Працювала у Національному молодіжному театрі Естонської РСР з 1965 по 1972 (з перервою з 1968 по 1970), з 1972 по 1984 в театрі «Ванемуйне» і з 1984 по 1992 в Естонському драматичному театрі.
Пізніше вона була рекламним директором навчального центру TEA та керувала культурними проєктами («Big Elf Christmasland», 1996—1999, вистави дитячого театру в монастирі Піріта 2001—2006).
У 1980—1984 роках керувала російською групою в студентському театрі Тартуського державного університету, пізніше також керувала студентським театром Талліннського політехнічного інституту. У 1990-х роках викладала ораторське мистецтво в Талліннській середній школі та Талліннському університеті.
Окрім театральних ролей, вона брала участь у багатьох телевізійних постановках Естонського телебачення та кількох телесеріалах (наприклад, у 2009—2010 роках зіграла тітку Агату в серіалі «Їздові собаки» на Kanal 2).
Лійна Орлова зіграла головну роль у відеокліпі пісні «We Could Have Been Beautiful» («Ми могли б бути красивими») у виконанні Койта Тооме. Пісня посіла четверте місце на конкурсі «Eesti song 2021».

## Фільмографія
- 1965 «Наднова» (Малле)
- 1986 «Фламінго приносить щастя» (мати Мееліса)
- 1987 «Дикі лебеді» (Зла королева)
- 1990 «Єдина неділя» (Cенні)
- 2010 «Червона ртуть» (співачка)
- 2011 «Кровообіг» (мама Свена)

## Особисте життя
З 1968 по 1975 рік була одружена з російським кіноактором Віктором Авдюшко, їхня донька Марія Авдюшко. У 1978–1988 роках була одружена з Евальдом Гермакюлою.
Вона одужала від раку грудей.